# Daniel Everett
Daniel Leonard Everett (* 26. července 1951, Holtville, Kalifornie) je americký vysokoškolský pedagog a lingvista, zabývající se studiem indiánského jazyka Pirahã a generativní gramatikou Noama Chomského, jejímž je kritikem.

## Biografie
Hovořit tímto jazykem, o němž tvrdí, že nedisponuje z pohledu generativní gramatiky tzv. rekurzí, se naučil sám jako křesťanský misionář v Latinské Americe. Poprvé se s indiány kmene Pirahã setkal již v roce 1977, a to ve věku svých 26 let, když s manželkou a třemi dětmi odešel do brazilského deštného pralesa, aby přivedl Pirahy ke křesťanství.

## Amazonský kód
V roce 2012 byl o něm natočen dokumentární pořad, odvysílaný v České republice pod názvem Amazonský kód. Tento dokumentární snímek obdržel ocenění za nejlepší světový populárně-vědecký film na Mezinárodního festivalu populárně-vědeckých filmů Academia film Olomouc (AFO) 2013.